# Stiphrornis erythrothorax
Stiphrornis erythrothorax là một loài chim trong họ Muscicapidae.